# 이동원 (목사)
이동원(1945년 - )은 대한민국의 목회자로 침례교회인 지구촌교회를 창립했으며 지금은 원로목사이다. 현재의 수원시 출신이며, 복음의 탁월한 전달자로 평가를 받고 있다. 소속 교단이 기독교한국침례회임에도 불구하고 복음주의와 칼뱅주의를 지향하는 목회자이기도 하다.

## 학력
- 경복 중, 고등학교 졸업
- 윌리엄 틴데일 대학(William Tyndale College) 졸업 (성서신학사)
- 고려대학교 교육대학원 (교육학석사, 상담심리학 전공) 졸업
- 사우스이스턴 침례교 신학대학원(Southeastern Baptist Seminary) 졸업 (목회학 석사)
- 트리니티 신학교(Trinity Evangelical Divinity School, 선교신학 박사)
- 리버티 침례교 신학대학원(Liberty Baptist Theological Seminary) (명예신학 박사)

## 경력
- 지구촌교회 창립/원로목사
- 지구촌 목회리더십센터 대표
- 지구촌사회복지재단(12기관) 창립
- 한미준,국제 코스타 창립
- (사)한국밀알선교단 이사장 역임
- 미국 워싱턴 지구촌교회 담임목사 역임
- OM 한국훈련원 원장/이사장 역임